# Carlos Lleras Restrepo
Carlos Alberto Lleras Restrepo, né à Bogota le 12 avril 1908 et mort dans la même ville le 27 septembre 1994, est un avocat et homme d'État colombien.

## Biographie
En 1941, il prend la direction du journal El Tiempo et devient le chef du Parti libéral colombien. Il est président de la République du 7 août 1966 au 7 août 1970.
Le 8 novembre 1967, Carlos Lleras Restrepo signe la loi 44 qui a été adoptée par le Congrès de la république de Colombie. Cette loi déclare dans son deuxième article que le 14 novembre serait désormais la « Journée de la femme colombienne » en l'honneur de l'anniversaire de la mort de Policarpa Salavarrieta.